# Pacifigorgia exilis
Pacifigorgia exilis är en korallart som först beskrevs av Addison Emery Verrill 1870.  Pacifigorgia exilis ingår i släktet Pacifigorgia och familjen Gorgoniidae. Inga underarter finns listade i Catalogue of Life.